# Highland (hrabstwo Vanderburgh)
Highland – jednostka osadnicza w Stanach Zjednoczonych, w stanie Indiana, w hrabstwie Vanderburgh.